# Armand Ella
Armand Ella Ken (ur. 23 lutego 1993) – kameruński piłkarz występujący na pozycji środkowego pomocnika w klubie CS Longueuil.

## Kariera klubowa
Wychowanek klubu FC Barcelona. W Futbolowej Akademii La Masia był uważany za największą wschodzącą gwiazdę „Dumy Katalonii”. Mówiono, że będzie lepszy niż Thierry Henry.
Karierę piłkarską rozpoczął w FC Barcelona Juvenil A. 31 sierpnia 2012 podpisał kontrakt z ukraińskimi Karpatami Lwów. 24 stycznia 2014 został wypożyczony na pół roku do węgierskiego Rákóczi Kaposvár, gdzie wystąpił tylko w dwóch meczach Pucharu Ligi. 30 czerwca 2014 po wygaśnięciu kontraktu opuścił lwowski klub. 6 listopada 2014 roku Ella podpisał roczny kontrakt z I-ligową Sandecją Nowy Sącz, który obowiązywał do 31 grudnia 2015. Ostatecznie Ella opuścił Sandecje 18 lutego 2016 roku kiedy to rozwiązał kontrakt za porozumieniem stron. W klubie z Małopolski zawodnik rozegrał 11 spotkań w I-lidze, podczas których zdobył 3 bramki. Ponownie reprezentował barwy nowosądeckiego zespołu w sezonie 2020/2021. 14 czerwca 2021 poinformowano o odejściu zawodnika wraz z zakończeniem kontraktu.

## Kariera reprezentacyjna
W reprezentacji Kamerunu do lat 20 rozegrał 8 meczów oraz strzelił 3 gole.